# 19080 Мартінф'єрро
19080 Мартінф'єрро (19080 Martínfierro) — астероїд головного поясу, відкритий 10 травня 1970 року.
Тіссеранів параметр щодо Юпітера — 3,445.